# IC 754
IC 754 ist eine cD-Galaxie vom Hubble-Typ E2 im Sternbild Jungfrau auf der Ekliptik. Sie ist schätzungsweise 265 Millionen Lichtjahre von der Milchstraße entfernt und hat einen Durchmesser von etwa 85.000 Lichtjahren.

Im selben Himmelsareal befindet sich u. a. die Galaxie NGC 4006.
Das Objekt wurde am 22. März 1893 vom französischen Astronomen Stéphane Javelle entdeckt.